# Chatham (Massachusetts)
Chatham è un comune degli Stati Uniti d'America facente parte della contea di Barnstable nello stato del Massachusetts.